# Протасов, Роман Николаевич
Роман Николаевич Протасов (10 марта 1987, Ленинград, СССР) — российский футболист, полузащитник.

## Карьера
Начинал карьеру в дубле петербургского «Петротреста». Затем в течение нескольких лет играл за любительские коллективы зоны ЛФЛ «Северо-Запад». В сезоне 2012/2013 выступал во Втором дивизионе за ФК «Питер». По итогам первенства команда лишилась профессионального статуса.
В 2015 году подписал контракт с клубом «Нарва-Транс» и перешёл играть в чемпионат Эстонии. Дебют в Премиум Лиге состоялся в 1-м туре в матче против «Пярну ЛМ» (5:2).
Лучший игрок чемпионата Ленинградской области 2019 года в составе ВМР ЛО Всеволожск.